# 재커리 퀸토
재커리 존 퀸토(영어: Zachary John Quinto, 1977년 6월 2일 ~ )는 미국의 배우로, 《히어로즈》의 사일러와 2009년 영화 《스타트렉: 더 비기닝》의 스팍으로 가장 잘 알려져 있다.

## 어린 시절
퀸토는 이탈리아인과 아일랜드인 혈통으로, 펜실베이니아주 피츠버그에서 태어나 그린 트리 지역에서 어머니 마고와 형제 조와 함께 자랐다. 그의 아버지인 존은 이발사로 일하였으며, 퀸토가 7살이 되던 해에 암으로 죽었다. 퀸토는 1995년 센트럴 가톨릭 고등학교를 졸업한 후 카네기 멜론 대학교의 드라마 스쿨에 입학하여 1999년 졸업하였다.

## 경력
퀸토가 텔레비전에 처음으로 출연한 것은 The Others의 단역이었으며, CSI, Touched by an Angel, Charmed, 《식스 핏 언더》, 《리지 맥과이어》, L.A. Dragnet에서 특별 출연을 하기도 하였다. 2003년 그는 폭스의 TV 시리즈 《24》에서 컴퓨터 전문가 애덤 코프먼으로 전속 출연하였다. 퀸토는 《24》의 세 번째 시즌 전체 에피소드 중에서 한 편을 제외한 모든 편에 출연하였다.

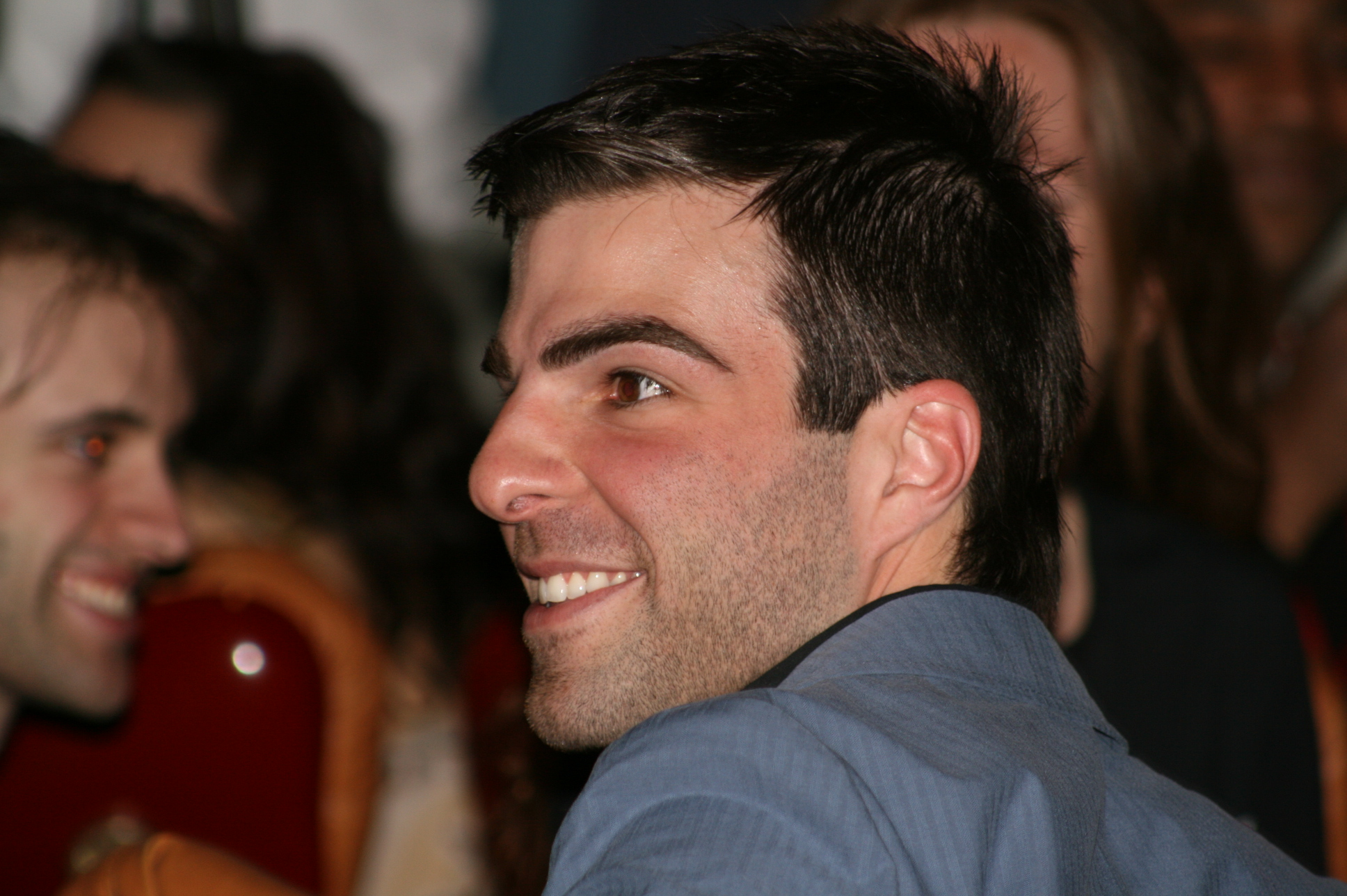
2007년 파리 쥘 베른 어드벤처 영화제의 퀸토.

2006년 퀸토는 토리 스펠링의 VH1 TV 시리즈 So NoTORIous에서 그녀의 베스트 프렌드인 건방진 이란계 미국인 사산을 연기하였다. 그 해가 지나고 그는 NBC의 TV 시리즈 《히어로즈》에 캐스팅되었다. 이 시리즈에서 그는 말이 없고 불안정하며 위험한 힘을 지닌 연쇄 살인자 사일러를 연기하였다.

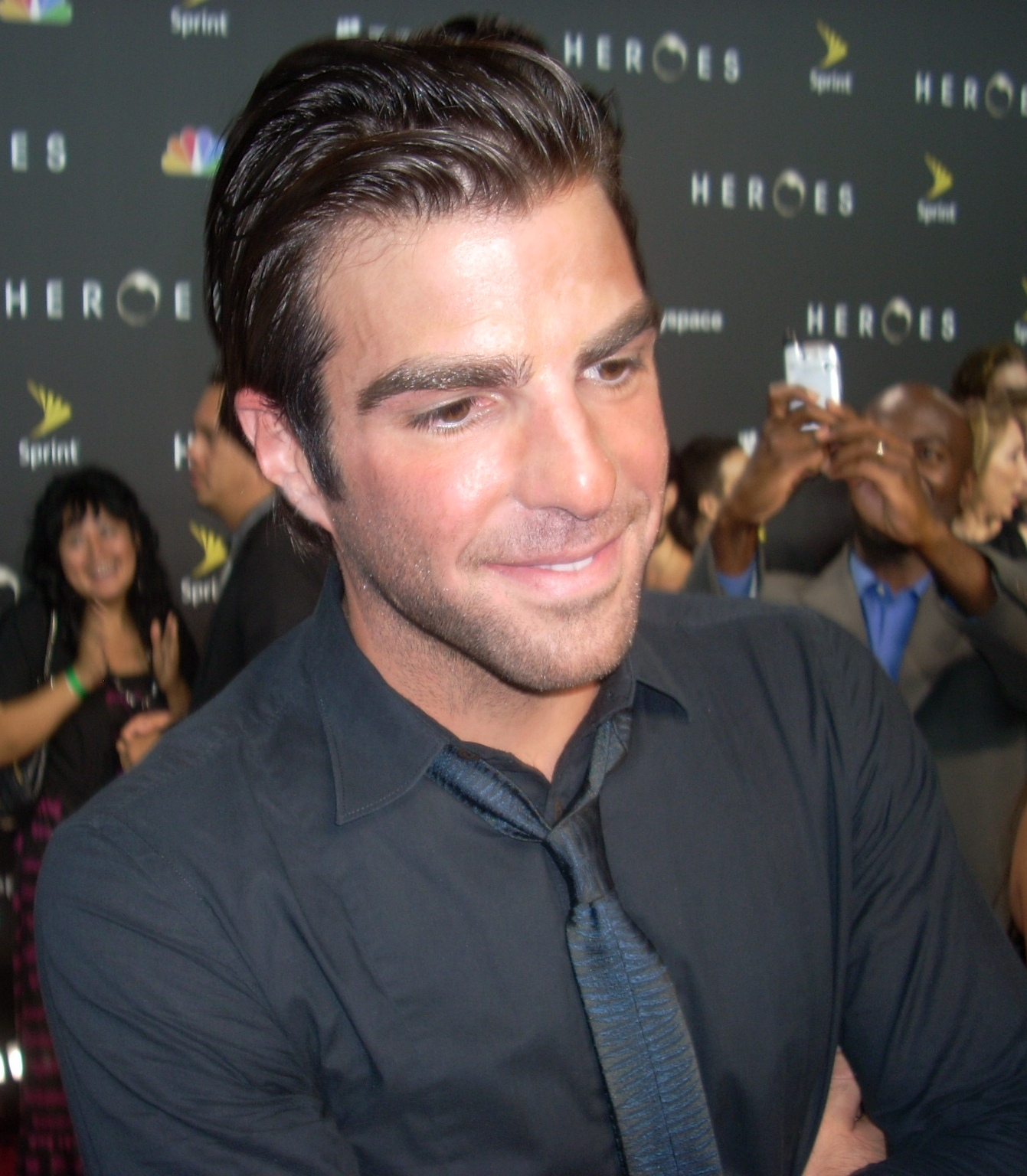
2008년 9월 《히어로즈》 시즌 3 프리미어 파티의 퀸토.

 퀸토는 J. J. 에이브럼스 감독의 《스타 트렉》 시리즈 리부트 영화 프랜차이즈에서 젊은 스팍으로 캐스팅되었고, 2007 코믹콘에서 공식적으로 그 사실이 알려졌다. 새로운 《스타 트렉》 영화의 프로모션 기자 회견에서 레너드 니모이와 함께 앉은 퀸토는 니모이가 자신을 젊은 스팍을 연기할 사람으로 허락한 것을 밝히며 다음과 같이 말하였다. "솔직히 말해서 레너드의 참여는 나를 자유롭게 해주었다. 나는 젊은 스팍을 연기할 배우가 그의 허락을 받을 것임을 알고 있었으며, 내가 그 역할을 얻게 되었을 때 처음부터 그것이 그의 축복이라는 것을 알았다."
《스타 트렉》의 에이브럼스 감독은 2008년 9월 인터뷰에서 스팍 역을 맡은 퀸토를 극찬하였다. "재커리는 장중한 위엄과 놀라운 감각의 유머를 보여주었으며, 스팍의 캐릭터가 모순되는 복잡함을 가졌다는 점에서 이것은 훌륭한 결합이었다. 장면 촬영이 끝난 후 영화 전체를 보게 되었을 때 나는 그가 정말 비상한 인물이라고 말하게 되었다. 그가 연기하는 모습을 보고 나는 우리가 촬영을 하고 있는지도 몰랐다. 이 놀라운 일들은 그의 이야기에 남을 것이다."
《스타 트렉》 이후에 퀸토는 코미디 단편 Boutonniere (2009)에 출연하였으며, 다음과 같이 설명하였다. "이 영화는 친구인 콜리 손이 각본과 감독을 맡았다. 그녀는 나를 부르고는 이렇게 말했다. '부탁인데, 내 단편 영화에 출연해줄 수 있어?' 나는 단순하지만 매우 재밌는 캐릭터를 연기하였다.영화는 축제 순회 상연에서 많은 성공을 거두었다."
퀸토는 《스타 트렉》과 《히어로즈》의 연기 활동과 함께 제작자로서의 활동을 더하고자 하고 있다. 카네기 멜론 드라마 스쿨을 2009년에 졸업한 코레이 무사, 닐 닷슨과 팀을 이룬 그는 제작사 비포 더 도어 픽처스를 세웠다. 회사의 이름은 학교의 연기 실습명에서 따왔다.
비포 더 도어 픽처스의 공식 웹사이트에 따르면 이 회사는 영화, 텔레비전, 신매체, 그래픽 노벨과 같은 영역에서 활동하고 있다. 2009년 7월 재커리, 코레이, 닐은 샌디에이고 코믹콘에서 만화책 출판사 알차이아와 세 권의 서적 출판 계약을 체결하였다고 발표하였다. 공동 협력의 첫 번째 프로젝트는 100장 분량의 그래픽 노벨 "MR. MURDER IS DEAD"로, 작가인 빅터 퀴나즈가 집필하였다. 두 번째 프로젝트는 만화책 시리즈인 "LUCID: A Matthew Dee Adventure"이며, HBO의 TV 시리즈 트루 블루드에서 리버렌드 마이크 뉼린 역을 맡았던 작가이자 배우인 미첼 맥밀리언이 제작하였다.

## 사생활
퀸토는 2011년 10월 게이로 커밍아웃하였다. 그는 양성애자 청소년 제이미 로드마이어의 자살 이후 "더 이상 자신이 게이인 것을 감추게 된다면, 편견이 없는 평등 사회로 가는 어렵기만한 작업에 아무런 기여를 하지 못할 것임을 깨달았다"고 밝혔다. 커밍아웃을 하기 오래전부터 그는 성소수자 인권과 트레버 프로젝트와 같은 단체에 적극적인 지지자였다. 2009년, 1회성 연극 Standing on Ceremony: The Gay Marriage Plays에 출연하여 Proposition 8 통과에 대한 항의를 위한 자선 무대에 참여하였으며, 1998년 매슈 셰퍼드 살인 사건을 다룬 연극 The Laramie Project: 10 Years Later에 출연하였다. 2010년 퀸토는 LGBT 청소년의 자살 방지를 목적으로 하는 인터넷 기반 캠페인 It Gets Better Project의 영상에 참여하였다. 2012년에는 버락 오바마를 지지하는 캠페인을 전개하며 영상물 Obama Pride: LGBT Americans For Obama에 출연하였다.
2012년 9월, 퀸토는 배우 조너선 그로프와 교제 중인 것으로 확인되었으나 2013년에 헤어졌다.
2013년 8월부터 현재까지 모델 마일즈 맥밀란과 교제중이다.

## 영화
- The Others, 2000
- Touched by an Angel, 2001
- CSI: Crime Scene Investigation ("Anatomy of a Lye"), 2002
- Off Centre, 2002
- 《리지 맥과이어》 ("Party Over There"), 2002
- Haunted, 2002
- The Agency, 2002
- Six Feet Under, 2003
- Charmed ("Cat House"), 2003
- Miracles, 2003
- Dragnet, 2004
- Joan of Arcadia, 2004
- Blind Justice, 2005
- Crossing Jordan, 2006
- Twins, 2006
- So NoTORIous, 2006 (10 episodes)
- Robot Chicken, 2008
- Bordeaux, 2008
- 스타 트렉 : 더 비기닝, 2009
- 마진콜 : 24시간, 조작된 진실, 2011
- 유기견입양기(Dog eat dog), 2012
- 스타 트렉 : 다크니스, 2013
- 올 이즈 로스트, 2013, 프로듀서
- 스타트렉 비욘드, 2016
- 스노든, 2016
- 호텔 아르테미스, 2018 - 크로스비 프랭클린 역

## 드라마
- 24, 2003-2004 (23 에피소드)
- Hawaii, 2004
- 히어로즈, 2006–2010
- 아메리칸 호러 스토리, 2011
- 아메리칸 호러 스토리 시즌2, 2012

## 같이 보기
- 선댄스 영화제